# Senzatzia
Senzatzia (pol. Sensacja) – pierwszy album rumuńskiego zespołu Akcent. Wydawnictwo ukazuje między innymi podstawy muzyki elektronicznej, tworzonej w zespole aż do dziś przez lidera zespołu Adriana Claudiu Sana. Album wydany podczas współpracy z Ramoną Barta w roku 2000.

## Lista utworów
1. "Ultima vară"- 3:36
2. "Încearcă să mergi mai departe"- 3:18
3. "Pauza de viață"- 4:44
4. "Ascultă"- 3:39
5. "În stradă"- 3:17
6. "Munca de DJ"- 4:11
7. "Vreau să zbor"- 3:37
8. "Vedeta mea"- 3:41
9. "Senzatzia"- 3:31
10. "Omul negru"- 3:35
11. "Nu-mi pasă de nimeni"- 3:48
12. "În stradă (clubbing)" -3:32
13. "Ultima vară (house mix)"- 4:54